# Cis bismarckensis
Cis bismarckensis es una especie de coleóptero de la familia Ciidae.

## Distribución geográfica
Habita en las islas Bismarck.